# Parapsyllus mangerensis
Parapsyllus mangerensis är en loppart som beskrevs av Smit 1979. Parapsyllus mangerensis ingår i släktet Parapsyllus och familjen Rhopalopsyllidae. Inga underarter finns listade i Catalogue of Life.